# 15e brigade d'infanterie (Australie)
Pour les articles homonymes, voir 15e brigade.
La 15e brigade est une brigade d'infanterie de l'armée australienne. 
Créée à l'origine en 1912 en tant que formation de milice, la brigade est ensuite reconstituée en 1916 dans le cadre de la première force impériale australienne pendant la Première Guerre mondiale. La brigade participe aux combats sur le front occidental en France et en Belgique de 1916 à 1918 avant d'être dissoute en 1919. Après cela, elle est relancée en tant qu'unité à temps partiel de l'armée de réserve australienne en 1921 à Victoria. Pendant la Seconde Guerre mondiale, la brigade entreprend des tâches défensives et s'entraîne dans le Victoria et le Queensland, avant d'être déployée en Nouvelle-Guinée en 1943. Au cours de 1943 et 1944, elle participe aux campagnes Salamaua-Lae, Markham-Ramu avant de retourner en Australie fin 1944. Au milieu de l'année 1945, la brigade est engagée dans la campagne de Bougainville, avant d'être dissoute à la fin des hostilités.